# Сайид Хасан Али Хан Барха

Абдулла Хан (Золотой пояс) со своими братьями. Сидит напротив своего младшего брата Наваба Хуссейна Али Хан Барха (без пояса).
Абдулла Хан (Золотой пояс) со своими братьями. Сидит напротив своего младшего брата Наваба Хуссейна Али Хан Барха (без пояса).

Наваб Сайид Хасан Али Хан Барха (1666 — 12 октября 1722) — могольский государственный деятель, также известный как Кутуб-уль-Мульк, Наваб Сайид Миан II, Абдулла хан II, один из братьев Сайидов и ключевой фигурой в империи Великих Моголов при Фаррух-Сияре.
Он был старшим сыном наваба Аджмера Сайида Миана Абдуллы хана I и позже унаследовал титулы своего отца, а также имя Абдулла Хан, но также часто упоминался как Кутб аль Мульк, «Стержень королевства». Низложив императоров по собственной воле, Абдулла Хан и его брат Хусейн Али Хан стали самыми влиятельными фигурами в Индии начала XVIII века. Будучи фактическими правителями Индии, которая в то время представляла крупнейшую экономику мира, братья Сайиды были самыми влиятельными фигурами в мире при жизни.

## Происхождение
Абдулла Хан был членом династии Барха. Значение имени Барха неясно. Хотя некоторые утверждают, что оно происходит от слова «бахир», означающего «посторонний», относящегося к предпочтению членов династии Барха жить за пределами Дели. Другие, такие как император Джахангир, считали, что оно произошло от хинди слова «барха», что означает «двенадцать». Имеется в виду двенадцать поселков, которые члены династии получили в качестве феодов от султана Шихаб-ад-дина из Гура, когда они впервые прибыли в Индию.
Династия происходит по мужской линии от четвертого халифа, Али, через его младшего сына Хусейна, который женился на Шахр Бану, дочери сасанидского императора Персии Йездегерд III. Из-за статуса Али как Аднанитов династия может вести свою родословную от Авраама через его старшего сына Измаила.
В Аравии предки Абдуллы Хана принимали участие во многих восстаниях против власти халифата Аббасидов. Один из предков, Иса бин Зайд, восстал против халифа Аль Махди и в результате был отравлен этим халифом в возрасте 45 лет. Впоследствии династия подверглась жестоким преследованиям со стороны правительства Аббасидов, и в конечном итоге основатель династии Барха Абул Фарах Аль-Васити бежал из Медины в Васит, а оттуда в империю Газневидов. Его четверо сыновей поступили на военную службу к султану Мухаммеду Гуру и получили двенадцать вотчин в Пенджабе, входившем тогда в состав империи Гуридов, в награду за их службу. Таким образом, династия быстро утвердилась как военная знать в Древней Индии, статус, который они занимали при нескольких разных империях. Они занимали особенно высокий статус при Делийском султанате. Когда вождю Барха, который также был диваном империи, была предоставлена вотчина Сахаранпур из-за его отношений с императорской семьей. Они также занимали особенно видное положение при правлении Суридов, в конечном итоге перебежав в последние дни правления Сикандера Сура к императору Акбару из Империя Великих Моголов в ходе осады Манкота.
Династия Барха сохраняет уникальный статус единственной династии, участвовавшей во всех трех битвах при Панипате, эпохальных сражениях, которые сформировали историю Индии. Под командованием Лоди в первой битве при Панипате. Во Второй битве при Панипате они одержали победу под командованием Байрам-хана, и, наконец, в Третьей битве при Панипате сыновья Наваба Али Мухаммад-хана Рохиллы сражались вместе с Ахмад-шахом Абдали против маратхов.
Ко времени правления императора Аурангзеба династия прочно считалась «Старой знатью» и обладала уникальным статусом обладателя главных королевств Аджмер и Дахин. Царства, обычно зарезервированные для правления членов императорской семьи.

## Биография
На протяжении всей своей жизни Абдулла Хан Барха приложил руку к установлению или низложению императоров: Бахадур-шаха I, Джахандар-шаха , Фаррух-Сияра, Рафи Уд-Дараджата, Шаха-Джахнана II, Мухаммад-шаха и Ибрагима.
Барха был одним из главных сторонников восхождения Фаррух-Сияра на павлиний трон. Первоначально он служил бакши для империи, но позже стал визирем или первым министром. Кроме того, он был назначен навабом Бихара, которым правил по доверенности.
После убийства его брата, Наваба Сайида Хусейна Али Хан Барха тюркской и туранской знатью, он возглавил армию против могольского императора Мухаммад-шаха со своим собственным марионеточным императором Ибрагимом. После того, как большая часть его собственной армии покинула его, Абдулла Хан лично сражался пешим, следуя традиции Барха, и был захвачен императором. В конце концов был отравлен по наущению тюркской знати, находясь в плену.